# Myrmeleon picturatus
Myrmeleon picturatus är en insektsart som beskrevs av Navás 1914. Myrmeleon picturatus ingår i släktet Myrmeleon och familjen myrlejonsländor. Inga underarter finns listade i Catalogue of Life.